# Стоянова, Радка
Радка Йорданова Стоянова (болг. Радка Йорданова Стоянова; род. 7 июля 1964, Варна) — болгарская гребчиха, выступавшая за сборную Болгарии по академической гребле на всём протяжении 1980-х годов. Серебряная призёрка летних Олимпийских игр в Сеуле, обладательница серебряной медали регаты «Дружба-84», победительница и призёрка регат национального значения.

## Биография
Радка Стоянова родилась 7 июля 1964 года в городе Варна, Болгария. Занималась академической греблей в Софии в столичном гребном клубе «Академик».
Дебютировала в гребле на международной арене в сезоне 1980 года, когда вошла в состав болгарской национальной сборной и выступила на юниорском мировом первенстве в Бельгии — заняла здесь четвёртое место в рулевых четвёрках и шестое место в рулевых восьмёрках.
В 1983 году побывала на взрослом чемпионате мира в Дуйсбурге, в зачёте распашных рулевых четвёрок показала шестой результат.
Рассматривалась в числе основных кандидаток на участие в летних Олимпийских играх 1984 года в Лос-Анджелесе, однако Болгария вместе с несколькими другими странами социалистического лагеря бойкотировала эти соревнования по политическим причинам. Вместо этого Стоянова выступила на альтернативной регате «Дружба-84» в Москве, где выиграла серебряную медаль в восьмёрках, уступив в финале только команде Советского Союза.
На мировом первенстве 1986 года в Ноттингеме в рулевых четвёрках была пятой.
В 1987 году отметилась выступлением на чемпионате мира в Копенгагене, на сей раз стартовала программе восьмёрок, прошла в главный финал А и расположилась в итоговом протоколе соревнований на шестой строке.
Благодаря череде удачных выступлений удостоилась права защищать честь страны на Олимпийских играх 1988 года в Сеуле — в программе распашных безрульных двоек вместе с напарницей Лалкой Берберовой в финальном решающем заезде пришла к финишу второй, проиграв более трёх секунд экипажу из Румынии — тем самым завоевала серебряную олимпийскую медаль.
После сеульской Олимпиады Стоянова больше не показывала сколько-нибудь значимых результатов в академической гребле на международном уровне.